# Amara (Romania)
Amara és una ciutat del comtat d'Ialomița, Muntènia (Romania). Es troba a la plana de Bărăgan a la vora del llac Amara, a les 7 km quilòmetres al nord de la capital del comtat, Slobozia. Amara va ser elevada a la condició de ciutat el 2004.

## Demografia
Segons el cens del 2011, Amara, Romania tenia un total de 7080 residents, 3507 homes i 3573 dones.